# Giovanni Alberto di Meclemburgo-Schwerin
Il duca Giovanni Alberto di Meclemburgo-Schwerin ((DE)  Herzog Johann Albrecht Ernst Konstantin Friedrich Heinrich zu Mecklenburg; Schwerin, 8 dicembre 1857 – Lübstorf, 20 febbraio 1920) era un membro del casato di Mecklenburg-Schwerin che funse da reggente per due stati dell'Impero tedesco. Fu prima reggente dal 1897 al 1901 del granducato di Meclemburgo-Schwerin per conto di suo nipote Federico Francesco IV, granduca di Meclemburgo, e dal 1907 al 1913 fu reggente del ducato di Brunswick.

## Biografia
Giovanni Alberto fu il quinto figlio di Federico Francesco II e della sua prima moglie, la principessa Augusta di Reuss-Köstritz. Alla morte del fratello assunse la reggenza del granducato in nome del nipote, Federico Francesco IV. Svolse i ruolo di reggente fino alla maggiore età del nipote, nel 1901. Il 28 maggio 1907 venne scelto come reggente del Ducato di Brunswick, a seguito della morte del Principe  Alberto di Prussia.

## Matrimoni
Giovanni Alberto si sposò due volte. La prima volta sposò, il 6 novembre 1886 a Weimar, la Principessa Elisabetta Sibilla di Sassonia-Weimar-Eisenach, figlia di Carlo Alessandro di Sassonia-Weimar-Eisenach. La seconda volta sposò, il 15 dicembre 1909 a Brunswick, la Principessa Elisabeth di Stolberg-Roßla. Entrambi i matrimoni furono senza figli.

## Ascendenza
|                                               |                             |                                   | Genitori                         |  |  | Nonni |  |  | Bisnonni                                  |  |  | Trisnonni                                    |  |
|                                               |                             |                                   |                                  |  |  |       |  |  | Federico Ludovico di Meclemburgo-Schwerin |  |  | Federico Francesco I di Meclemburgo-Schwerin |  |
|                                               |                             |                                   |                                  |  |  |       |  |  | Federico Ludovico di Meclemburgo-Schwerin |  |  | Federico Francesco I di Meclemburgo-Schwerin |  |
|                                               |                             | Luisa di Sassonia-Gotha-Altenburg |                                  |  |  |       |  |  | Federico Ludovico di Meclemburgo-Schwerin |  |  |                                              |  |
| Paolo Federico di Meclemburgo-Schwerin        |                             |                                   |                                  |  |  |       |  |  | Federico Ludovico di Meclemburgo-Schwerin |  |  |                                              |  |
|                                               |                             | Elena Pavlovna Romanova           | Paolo I di Russia                |  |  |       |  |  |                                           |  |  |                                              |  |
|                                               |                             | Elena Pavlovna Romanova           | Paolo I di Russia                |  |  |       |  |  |                                           |  |  |                                              |  |
|                                               |                             | Elena Pavlovna Romanova           | Sofia Dorotea di Württemberg     |  |  |       |  |  |                                           |  |  |                                              |  |
| Federico Francesco II di Meclemburgo-Schwerin |                             | Elena Pavlovna Romanova           |                                  |  |  |       |  |  |                                           |  |  |                                              |  |
|                                               |                             | Federico Guglielmo III di Prussia | Federico Guglielmo II di Prussia |  |  |       |  |  |                                           |  |  |                                              |  |
|                                               |                             | Federico Guglielmo III di Prussia | Federico Guglielmo II di Prussia |  |  |       |  |  |                                           |  |  |                                              |  |
|                                               |                             | Federico Guglielmo III di Prussia | Federica Luisa d'Assia-Darmstadt |  |  |       |  |  |                                           |  |  |                                              |  |
| Alessandrina di Prussia                       |                             | Federico Guglielmo III di Prussia |                                  |  |  |       |  |  |                                           |  |  |                                              |  |
|                                               |                             | Luisa di Meclemburgo-Strelitz     | Carlo II di Meclemburgo-Strelitz |  |  |       |  |  |                                           |  |  |                                              |  |
|                                               |                             | Luisa di Meclemburgo-Strelitz     | Carlo II di Meclemburgo-Strelitz |  |  |       |  |  |                                           |  |  |                                              |  |
|                                               |                             | Luisa di Meclemburgo-Strelitz     | Federica d'Assia-Darmstadt       |  |  |       |  |  |                                           |  |  |                                              |  |
| Giovanni Alberto di Meclemburgo-Schwerin      |                             | Luisa di Meclemburgo-Strelitz     |                                  |  |  |       |  |  |                                           |  |  |                                              |  |
|                                               | Enrico VI di Reuss-Köstritz | …                                 |                                  |  |  |       |  |  |                                           |  |  |                                              |  |
|                                               | Enrico VI di Reuss-Köstritz | …                                 |                                  |  |  |       |  |  |                                           |  |  |                                              |  |
|                                               | Enrico VI di Reuss-Köstritz | …                                 |                                  |  |  |       |  |  |                                           |  |  |                                              |  |
| Enrico LXIII di Reuss-Köstritz                | Enrico VI di Reuss-Köstritz |                                   |                                  |  |  |       |  |  |                                           |  |  |                                              |  |
|                                               |                             | Enrichetta Casado y Huguetan      | …                                |  |  |       |  |  |                                           |  |  |                                              |  |
|                                               |                             | Enrichetta Casado y Huguetan      | …                                |  |  |       |  |  |                                           |  |  |                                              |  |
|                                               |                             | Enrichetta Casado y Huguetan      | …                                |  |  |       |  |  |                                           |  |  |                                              |  |
| Augusta di Reuss-Köstritz                     |                             | Enrichetta Casado y Huguetan      |                                  |  |  |       |  |  |                                           |  |  |                                              |  |
|                                               |                             | Enrico di Stolberg-Wernigerode    | …                                |  |  |       |  |  |                                           |  |  |                                              |  |
|                                               |                             | Enrico di Stolberg-Wernigerode    | …                                |  |  |       |  |  |                                           |  |  |                                              |  |
|                                               |                             | Enrico di Stolberg-Wernigerode    | …                                |  |  |       |  |  |                                           |  |  |                                              |  |
| Eleonora di Stolberg-Wernigerode              |                             | Enrico di Stolberg-Wernigerode    |                                  |  |  |       |  |  |                                           |  |  |                                              |  |
|                                               |                             | Giovanna di Schönburg-Waldenburg  | …                                |  |  |       |  |  |                                           |  |  |                                              |  |
|                                               |                             | Giovanna di Schönburg-Waldenburg  | …                                |  |  |       |  |  |                                           |  |  |                                              |  |
|                                               |                             | Giovanna di Schönburg-Waldenburg  | …                                |  |  |       |  |  |                                           |  |  |                                              |  |
|                                               |                             | Giovanna di Schönburg-Waldenburg  |                                  |  |  |       |  |  |                                           |  |  |                                              |  |